# Célula satélite
Células satélites são células progenitoras mononucleares encontradas em músculos maduros entre a lâmina basal e o sarcolema. Estas células são capazes de se diferenciar e se fundir para aumentar o número de fibras musculares existentes e formar novas fibras. Estão envolvidas no crescimento muscular normal, assim como na regeneração após lesão ou doença.
- Admite-se que as células satélites sejam responsáveis pela regeneração do músculo estriado esquelético.